# Муньос, Марк
Марк Муньос  (исп. Mark Muñoz; 9 февраля 1978, Йокосука, Япония) — отставной боец смешанного стиля выступавший в средней и полутяжёлой весовой категории. Выступал под эгидой UFC, где был топ-2 лучших средневесов мира. Четырежды возглавлял карды UFC. Муньос также ранее выступал в октагоне под эгидой WEC. По стилю видения боя Муньос ударник. Он одерживал победы над Демианом Майей, Крисом Лебеном, Тимом Боучем и Си Би Доллауэем.

## Биография
Муньос родился в деятельной организации флота Йокосука государств, Соединённых Штатов военно-морской базы в Йокосуке, Япония, в семье выходцев из Филиппин. В возрасте двух лет, Муньос и его семья переехала в Вальехо, Калифорния. Муньос начал заниматься борьбой в 13 лет, а также играл в футбол. Муньос начал выступать в борьбе, в составе сборной команды средней школы Вальехо. В Валледжо Муньос дважды побеждал на общенациональном чемпионате. Муньос также был на доске почёта за все четыре года соревнований по борьбе и членом национальных почётных обществ. Муньос отправился на соревнования в университете штата Оклахома, где он составил 121 победу в целом и выиграл Национальный чемпионат в NCAA в 2001 году. Муньос также был три года членом Фила сборной мира среди юниоров по вольной борьбе, завоевав серебряную медаль в 1998 году. Муньос получил степень бакалавра наук в области медицинских наук от Университета штата Оклахома, а также был трёхкратным членом NWCA все-Академическая команда. После окончания колледжа Муньос вернулся, чтобы быть помощником тренера в штатах Оклахома в течение двух лет, приведя команду на национальный чемпионат в NCAA в 2003 году. Тогда Муньос начал тренерскую карьеру в Калифорнийском университете в Дэвисе, прежде чем перейти в смешанные единоборства.

## Карьера в смешанных единоборствах
В июле 2007 года Муньос дебюртировал в смешанных единоборствах против Остина Ачорна, победив техническим нокаутом в первом раунде.
Имея рекорд 5-0 в 2009 году Муньос дебютировал в сильнейшей лиге мира, в UFC проиграв Мэтту Хэмиллу нокаутом на турнире UFC 96.
После этого он одержал 3 победы подряд над такими бойцами как Ник Катон, Райан Дженсен и Кендалл Гроув, он встретился против Юсин Оками, на турнире UFC Live: Jones vs. Matyushenko. Муньос проиграл раздельным решением судей.
После поражения Муньос выиграл ещё 4 боя подряд. Среди его побед были такие известные бойцы как Си Би Доллауэй, Демиан Майя Крис Лебен и вошёл в топ-5 средневесов UFC.
В июле 2012 года Муньос встретился против будущего чемпиона UFC в среднем весе, американцем Крисом Вайдманом за звание претендента на пояс чемпиона UFC в среднем весе, в главном событии вечера на турнире UFC on Fuel TV4: Munoz vs. Weidman. Муньос проиграл брутальным нокаутом во втором раунде.
После поражения от Вайдмана, Муньос победил топового бойца UFC Тима Боуча затем встретился против Лиото Мачиды, бывшего чемпиона UFC, в главном событии вечера на турнире UFC Fight Night 30: Machida vs. Munoz. Проиграв нокаутом в первом раунде. Следующий бой он провёл против экс-чемпиона Strikeforce и Dream в среднем и полутяжелом весах, голландца с армянскими корнями Гегардом Мусаси в главном событии вечера UFC Fight Night: Munoz vs. Mousasi. Проиграв удушающим приёмом в первом раунде. В следующем бою он встретился против Роана Корнейро проиграв ему удушающим, далее Муньос одержал победу над Люком Барнаттом единогласным решением судей и объявил о завершении карьеры бойца.

## Статистика в ММА
| Результат | Рекорд | Соперник       | Способ                             | Турнир                                 | Дата             | Раунд | Время | Место             | Примечание                                         |
| --------- | ------ | -------------- | ---------------------------------- | -------------------------------------- | ---------------- | ----- | ----- | ----------------- | -------------------------------------------------- |
| Победа    | 14-6   | Люк Барнатт    | Решением (единогласное)            | UFC Fight Night: Edgar vs. Faber       | 16 мая 2015      | 3     | 5:00  | Пасай, Филиппины  |                                                    |
| Поражение | 13-6   | Роан Карнейру  | Сабмишном (удушение сзади)         | UFC 184                                | 28 февраля 2015  | 1     | 1:40  | Лос-Анджелес, США |                                                    |
| Поражение | 13-5   | Гегард Мусаси  | Сабмишном (удушение сзади)         | UFC Fight Night: Munoz vs. Mousasi     | 31 мая 2014      | 1     | 3:57  | Берлин, Германия  |                                                    |
| Поражение | 13-4   | Лиото Мачида   | Нокаутом (удар ногой в голову)     | UFC Fight Night: Machida vs. Munoz     | 26 октября 2013  | 1     | 3:10  | Манчестер, Англия |                                                    |
| Победа    | 13-3   | Тим Боуч       | Решением (единогласное)            | UFC 162                                | 6 июля 2013      | 3     | 5:00  | Лас-Вегас, США    |                                                    |
| Поражение | 12-3   | Крис Вайдман   | Нокаутом (удар локтем и добивание) | UFC on Fuel TV: Munoz vs. Weidman      | 11 июля 2012     | 2     | 1:37  | Сан-Хосе, США     |                                                    |
| Победа    | 12-2   | Крис Лебен     | TKO (остановка углом)              | UFC 138                                | 5 ноября 2011    | 2     | 5:00  | Бирмингем, Англия | Первый пятираундовый бой в не титульном бою в UFC. |
| Победа    | 11-2   | Демиан Майя    | Решением (единогласным)            | UFC 131                                | 11 июня 2011     | 3     | 5:00  | Ванкувер, Канада  |                                                    |
| Победа    | 10-2   | Си Би Доллауэй | Нокаутом (удары)                   | UFC Live: Sanchez vs. Kampmann         | 3 марта 2011     | 1     | 0:54  | Луисвилл, США     |                                                    |
| Победа    | 9-2    | Аарон Симпсон  | Решением (единогласное)            | UFC 123                                | 20 ноября 2010   | 3     | 5:00  | Оберн-Хиллс, США  |                                                    |
| Поражение | 8-2    | Юсин Оками     | Решением (раздельным)              | UFC Live: Jones vs. Matyushenko        | 1 августа 2010   | 3     | 5:00  | Сан-Диего, США    |                                                    |
| Победа    | 8-1    | Кендалл Гроув  | Техническим нокаутом (удары)       | UFC 112                                | 10 апреля 2010   | 2     | 2:50  | Абу-Даби, ОАЭ     | Лучший бой вечера.                                 |
| Победа    | 7-1    | Райан Дженсен  | Сабмишном (удары)                  | UFC 108                                | 2 января 2010    | 1     | 2:30  | Лас-Вегас, США    |                                                    |
| Победа    | 6-1    | Ник Катон      | Решением (раздельным)              | UFC 102                                | 29 августа 2009  | 3     | 5:00  | Портленд, США     | Дебют в средний вес.                               |
| Поражение | 5-1    | Мэтт Хэмилл    | KO (удар ногой в голову)           | UFC 96                                 | 7 марта 2009     | 1     | 3:53  | Огайо, США        |                                                    |
| Поражение | 5-0    | Рикардо Баррос | TKO (удары)                        | WEC 37: Torres vs. Tapia               | 3 декабря 2008   | 1     | 2:26  | Лас-Вегас, США    |                                                    |
| Победа    | 4-0    | Чак Григсби    | KO (удары)                         | WEC 34: Faber vs. Pulver               | 1 июня 2008      | 1     | 4:15  | Сакраменто, США   |                                                    |
| Победа    | 3-0    | Тони Рубалкава | Решением (единогласным)            | Palace FC 4: Project Complete          | 18 октября 2007  | 3     | 3:00  | Лемор, США        |                                                    |
| Победа    | 2-0    | Майк Пирс      | Решением (единогласным)            | Gladiator Challenge 69: Bad Intentions | 22 сентября 2007 | 3     | 5:00  | Сакраменто, США   |                                                    |
| Победа    | 1-0    | Остин Ачорн    | TKO (удары)                        | Palace FC 3: Step Up                   | 19 июля 2007     | 1     | 1:25  | Лемор, США        |                                                    |